# Fontivillié
Fontivillié é uma comuna francesa na região administrativa da Nova Aquitânia, no departamento de Deux-Sèvres. Estende-se por uma área de 24.69 km². Em 2010 a comuna tinha 878 habitantes (densidade: 35,6 hab./km²).
Foi criada em 1 de janeiro de 2019, a partir da fusão das antigas comunas de Chail (sede da comuna) e Sompt.